# Misgolas crispus
Misgolas crispus är en spindelart som först beskrevs av Karsch 1878.  Misgolas crispus ingår i släktet Misgolas och familjen Idiopidae.
Artens utbredningsområde är Tasmanien. Inga underarter finns listade i Catalogue of Life.